# Língua mavea
Mavea (também conhecida como Mav̈ea ou Mafea ou Mavia) é uma língua Oceânica falada na Ilha Mavea em Vanuatu, na costa leste do Espiritu Santo. Pertence grupo de línguas Norte–Central Vanuatu das Oceânicas do Su]. A população total da ilha é de aproximadamente 172 pessoas, com apenas 34 falantes fluentes da língua Mavea relatados em 2008.
Existem 94 idiomas falados no agrupamento Vanuatu Setentrional. A língua Tutuba é o parente linguístico mais próximo do Mavea, compartilhando um pouco mais de 70% dos cognatos. Depois de Tutuba, as línguas Aore, Malok do Sul, Araki e Tangoa são outros parentes mais próximos.

## Situação
Mavea é uma língua moribunda e há muitos fatores que explicam isso.
Um fator seria a chegada e cristianização dos missionários da Igreja Adventista do Sétimo Dia e das Igrejas de Cristo em 1839. Apenas 16% da população fala Mavea. Esses falantes nativos de Mavea pertencem às Gerações 1, 2 e 3, que varia de 20 a 80 anos de idade. Os nascidos depois de 1980 ("Geração 4") são bem menos fluentes. Comumente, essa geração não aprende o idioma, porque o imesmo está inativo e não é usado em nenhum novo domínio.
Mavea não é muito usado fora de casa; em particular, não é usado na escola, o que reduz a exposição dos falantes mais jovens ao idioma. A maioria dos falantes não se preocupa com a possível perda da língua Mavea.
[língua bislama[Bislama]], a língua franca nacional de Vanuatu, é usada com mais frequência. Esse crioulo é a primeira língua para muitas pessoas em Vanuatu que vivem na cidade. É usado para negócios, sacramentos religiosos, política e é visto como uma forma de subir na sociedade.

## Escrita
A língua usa o alfabeto latino numa forma bem pobre de consoantes Não se usam as letras B, C, F, G, H, J, Q, W, X, Z. Usam-se as formas m̈, p̈, v̈, ng

## Fonologia
Mavea has 15 consonants and 8 vowels.
|                | Labial | Linguo-labial | Dental | Alveolar | Retroflexa | Velar |
| -------------- | ------ | ------------- | ------ | -------- | ---------- | ----- |
| Nasal Oclusiva | m ⟨m⟩  | m}            |        | n ⟨n⟩    |            | ŋ ⟨n⟩ |
| Oclusiva       | p ⟨p⟩  | p̈             | t ⟨t⟩  | t ⟨t⟩    | ɖ ⟨d⟩      | k ⟨k⟩ |
| Fricativa      | v ⟨v⟩  | ð̼ ⟨v̈⟩         |        | s ⟨s⟩    |            |       |
| Vibrantel      |        |               |        | r ⟨r⟩    |            |       |
| Aproximante    |        |               |        | l ⟨l⟩    |            | w ⟨w⟩ |

As plosivas do Mavea não são aspiradas.
|             | i | e | a | o | u |
| ----------- | - | - | - | - | - |
| Fechada     | + |   |   |   | + |
| Posterior   |   |   | + | + | + |
| Aberta      |   |   | + |   |   |
| Arredondada |   |   |   | + | + |

### Ortografia
Cosoantes linguo-labiais consonants são representadas pela correspondente consoante labial de diaeresis diacriíica on top: p̈ [t̼]; v̈ [ð̼]; m̈ [n̼]. A retroflexa [ɖ]é represtada na orotogfia por d.

## Amostra de texto
Nao, nao tamaku, ma molulvo. Amma molulvo ro, moto mova, sur pong aite ro, movanvano mosi momasur, alao, na tasi, momasur ‘Matan tinara.’ Momasur ‘Matan tinara’ ro, molparpara ro, moon, um, um, moon kakato voko aite.
Português
Eu, eu, meu pai, quando ele era jovem. Há muito tempo atrás, quando ele era jovem, um dia ele desceu, até a praia, até o mar, ele desceu para 'Matan tinara' Ele desceu para 'Matan tinara' então, ele estava seguindo o recife, ele viu, uh, uh, ele viu uma garça branca.
<ref>Cambridhe.org<ref>